# اچ‌ام‌ای‌اس راشکاتر (ام ۸۰)
اچ‌ام‌ای‌اس راشکاتر (ام ۸۰) (به انگلیسی: HMAS Rushcutter (M 80)) یک کشتی بود که طول آن ۱۰۱٫۷ فوت (۳۱٫۰ متر) بود. این کشتی در سال ۱۹۸۶ ساخته شد.